# 57mm kanón Bofors L/70
Bofors L/70 je 57mm lodní kanón vyráběný švédskou společností BAE Systems AB. Byl vyvinutý jako náhrada za starší 57mm dvojhlavňový kanón Bofors L/60. Hlavním uživatelem kanónu je Švédsko, ale kanón byl exportován i do dalších 15 zemí světa.

## Varianty

### Mk1
První válečná plavidla, která byla tímto typem kanónu vyzbrojena byly torpédové čluny třídy Spica Švédského námořnictva. Zásobník kanónu má 40 nábojů a dalších 128 nábojů může být uloženo uvnitř dělové věže. S menšími úpravami mohla děla Mk1 používat náboje vyvinuté pro děla Mk2.

### Mk2
První lodí, která disponovala tímto typem kanónu se stala v roce 1985 švédská korveta Stockholm (K11). Kadence oproti verzi Mk1 byla zvýšena na 220 ran za minutu. Dělo bylo použitelné nejenom proti pozemním cílům, ale také proti protilodním raketám a to díky lehčí dělové věži a novému ovládacímu mechanismu.

### Mk3

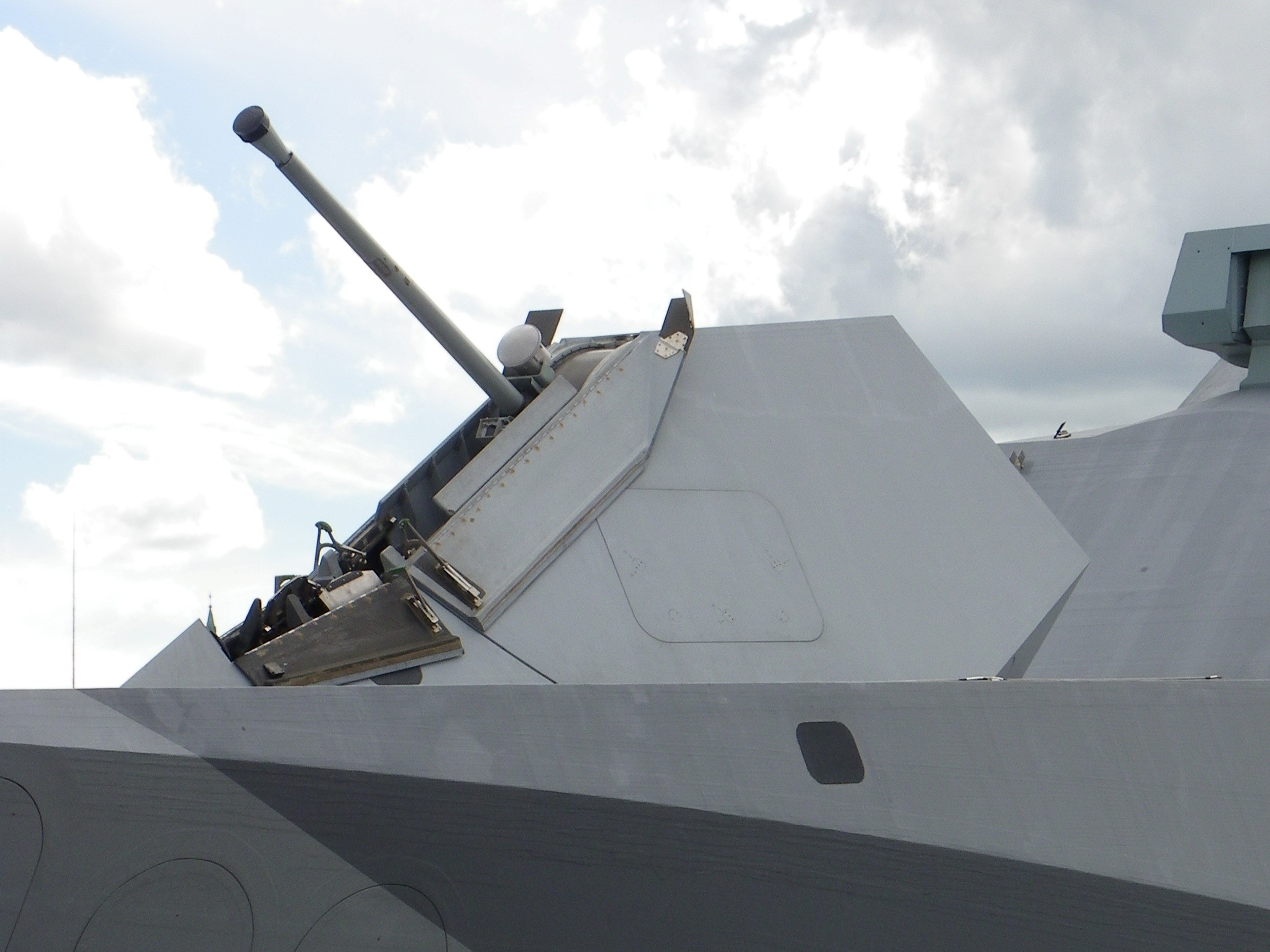
Bofors L/70 Mk3 se stealth dělovou věží na švédské korvetě Härnösand (K33)

První lodí, která byla vyzbrojena tímto typem kanónu byla v roce 2000 korveta Visby (K31) Švédského námořnictva. Rychlost střelby a kapacita pro munici zůstala stejná, ale pod palubou mohlo být uloženo dalších 1 000 nábojů. Byla také vyvinutá nová dělová věž s technologií stealth. V USA bylo dělo typu Mk3 označeno jako Mk 110 Mod 0 a vyrábí se v továrně BAE Systems ve městě Louisville ve státě Kentucky.

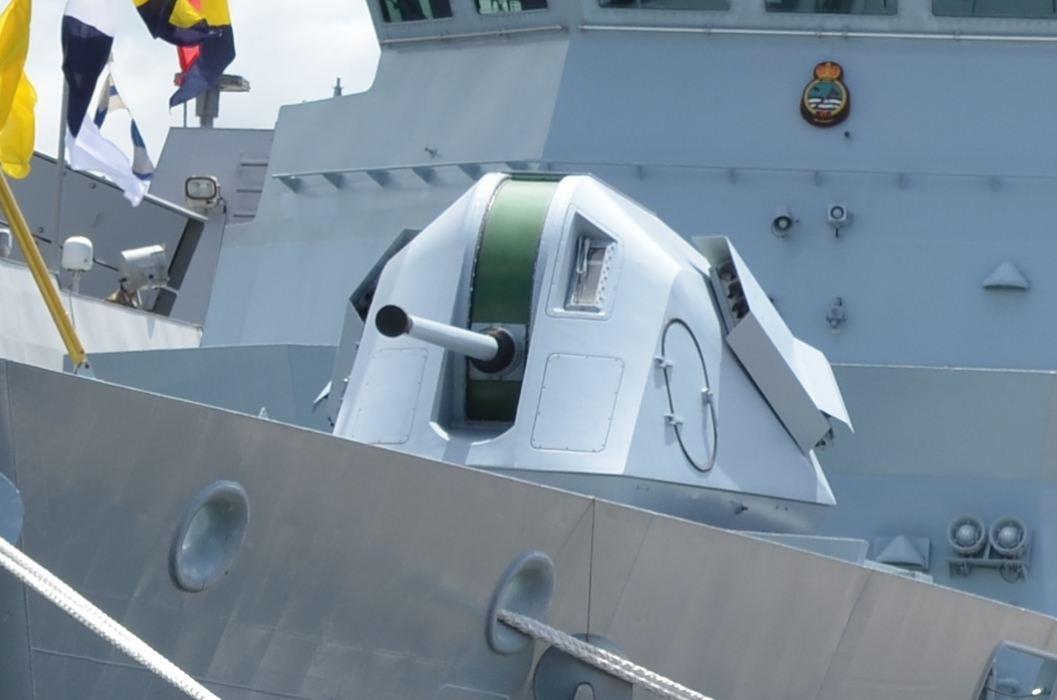
Bofors L/70 Mk2 na malajské fregatě KD Jebat (FFG29)

## Uživatelé
- Bofors L/70 Mk1 -  Bangladéš,  Černá Hora,  Finsko,  Chorvatsko,  Indonésie,  Irsko,  Malajsie,  Singapur,  Švédsko,  Thajsko,  Západní Německo
- Bofors L/70 Mk2-  Indonésie,  Kanada,  Malajsie,  Švédsko
- Bofors L/70 Mk3-  Brunej,  Finsko,  Indonésie,  Kanada,  Malajsie,  Mexiko,  Německo,  Norsko,  Švédsko,  USA